# Volkert van Jever
Volkert van Jever (ook gespeld als Van Jeveren, Van Jevere en Van Jeeveren) (Archangelsk (Rusland), 24 juli 1706 – Amsterdam, 3 februari 1774) was een Amsterdamse koopman, handelend op Rusland die zijn vermogen verdiende met de handel in Noord-Europese goederen en het 364e lid was van de Amsterdamse Vroedschap van 1748 – 1774.

## Biografie
Volkert van Jever, lid van het patriciersgeslacht Van Jeveren, werd in 1706 in de Russische havenstad Archangelsk geboren. Aangezien zijn in Rusland wonende ouders nooit de Russische nationaliteit aangevraagd hadden, erkenden de Staten van Holland bij resolutie van 12 juni 1743 Volkert van Jever als geboren Hollander. Van Jever verzocht hierom ten tijde van zijn huwelijk in 1733.
Een mogelijke motivatie voor de Staten van Holland om hem te erkennen als Hollander was om belasting te kunnen heffen op zijn omvangrijke vermogen.

## Woningen
Van Jever was eigenaar van de volgende huizen:
- Hofstede Spruytenbosch, bij Haarlem[3]
- Huis De Geele Vergulde Nijptang, Keizersgracht, Amsterdam
- Het blauwe Schaap, Herengracht, Amsterdam.

De laatste twee huizen waren van achter aan elkaar verbonden, waardoor de woning zowel een ingang aan de Keizers- als de Herengracht had. Het was in het huis ‘Het Blauwe Schaap’ waar op 11 mei 1747 Prins Willem IV van Oranje-Nassau bleef logeren, tijdens zijn intrede in Amsterdam. De Prins en Van Jever onderhielden vriendschappelijke betrekkingen.
Volkert van Jever werd vervolgens op 6 september 1748 door de Prins Erfstadhouder Willem IV geïnstalleerd als 364e lid van de vroedschap van Amsterdam, tot zijn overlijden in 1774.

## Familie
Van Jever trouwde in 1733 te Haarlem met Quirina Catharina van Sypesteyn (1708 – 1774), telg uit de familie Van Sypesteyn.
Volkert van Jever en Quirina van Sypesteyn kregen twee dochters:
- Emerentia Helena van Jever (1742-1823), zij trouwde in 1760 met Johan Frederik Godfried baron von Friesheim (1738-1776), page van Willem IV, commandant van Haarlem; zij hertrouwde in 1776 met Ocker van Schuylenburg (1735-1813) secretaris van Haarlem, uit de familie Van Schuylenburch.
- Margaretha Helena van Jever (1747-1833), zij trouwde in 1763 met Theophile Cazenove (1740-1811), Amsterdams koopman en bankier.

Volkert van Jeveren stierf op 3 februari 1774, zijn weduwe in datzelfde jaar, negen maanden later.

## Familiewapen

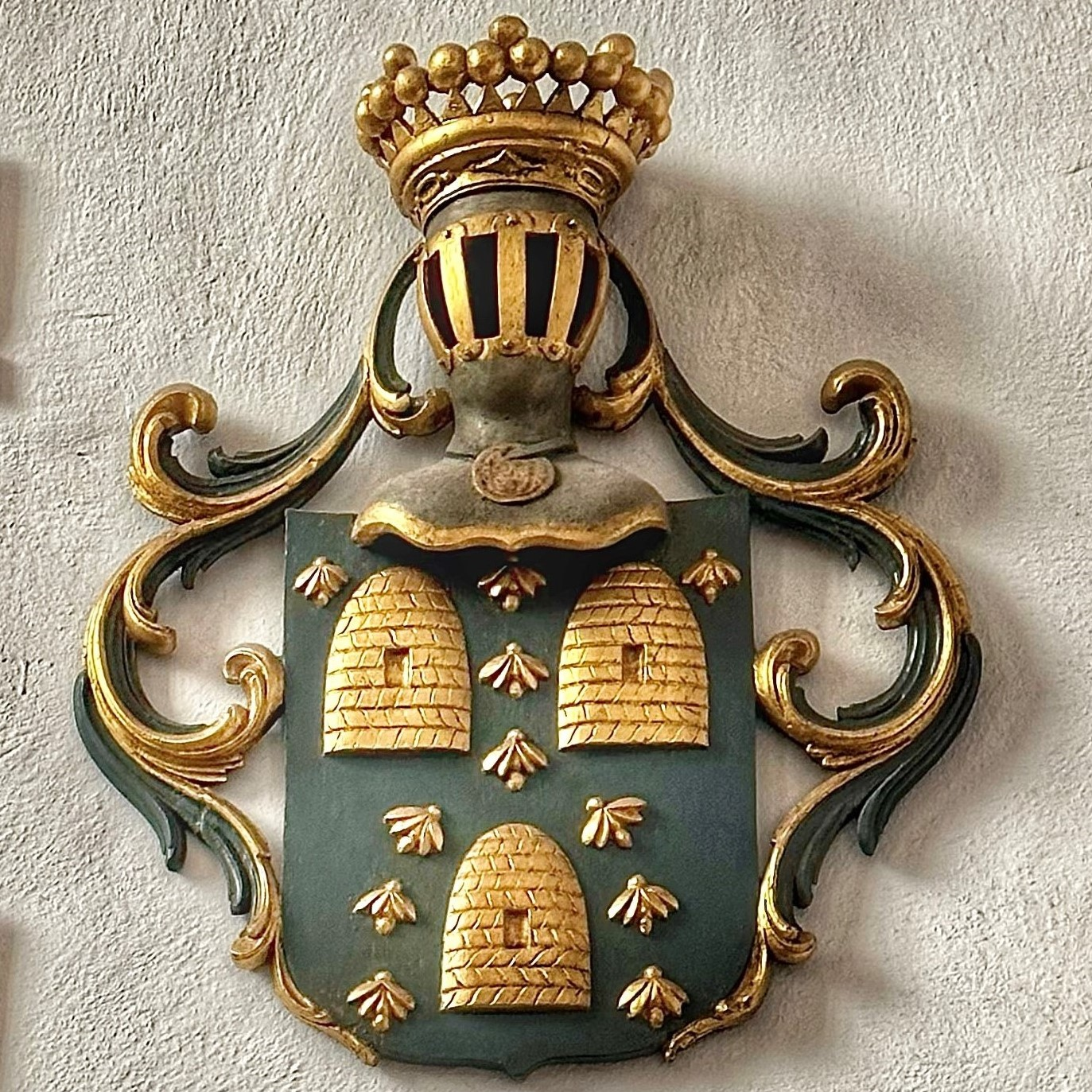
Wapenbord Van Jeveren

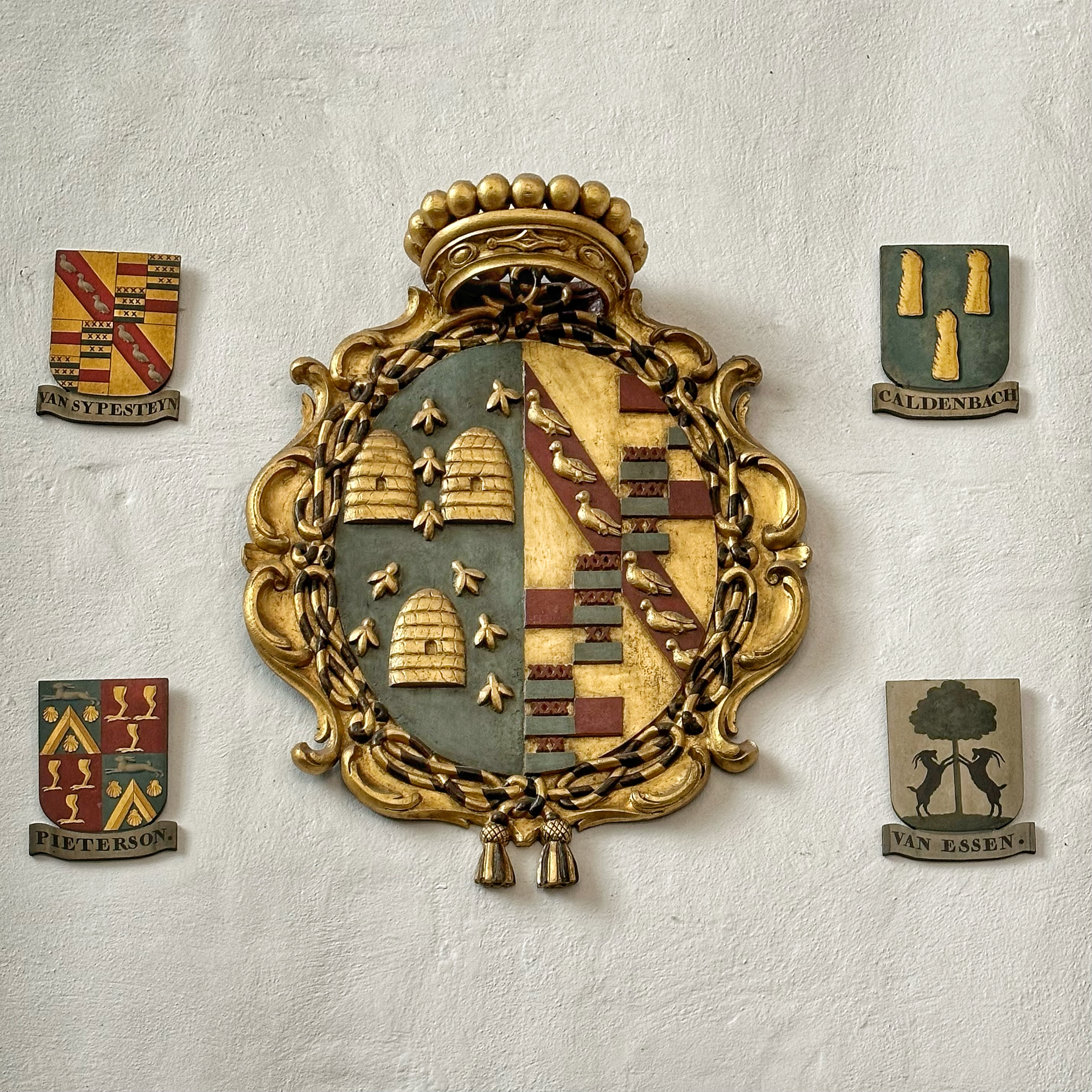
Alliantiewapenbord Van Jever - Van Sypesteyn

In de St.-Bavokerk in Haarlem bevindt zich het alliantiewapenbord (een combinatie van twee familiewapens) van dit echtpaar, in de Brouwerskapel. Daarnaast hangt het wapenbord van Van Jever's familie.

## Trivia
- in 1747 verstrekte Volkert van Jever een hypothecaire lening van £ 47,000 aan Ralph Verney, 2nd Earl Verney. De 2e Graaf Verney gebruikte het geld voor de nooit voltooide en uiteindelijk afgebroken uitbouw van Claydon House, Buckinghamshire Verenigd Koninkrijk.[7] Van Jever heeft het volledige bedrag nooit teruggezien, aangezien de Graaf stierf met aanzienlijke schulden. Van Jever's oudste dochter, Emerentia Helena van Jever en haar tweede man Ocker van Schuylenburg hebben in 1780 de Graaf nog gesommeerd te betalen, maar het is onbekend hoeveel uiteindelijk hij nog heeft overgemaakt.
- zijn achterneef mr. Henricus Boonzaaijer van Jeveren was burgemeester en notaris van de gemeentes Doornspijk en Oldebroek.